# Skelbrooke
Skelbrooke är en by i civil parish Hampole, i distriktet Doncaster, i grevskapet South Yorkshire i England. Byn är belägen 11 km från Doncaster. Skelbrooke var en civil parish 1866–1938 när blev den en del av Hampole. Civil parish hade 119 invånare år 1931. Byn nämndes i Domedagsboken (Domesday Book) år 1086, och kallades då Scalebre/Scalebro.